# جشنواره خرید دبی
جشنواره خرید دبی (به عربی: (به عربی: مهرجان دبي للتسوق)) (به انگلیسی: Dubai Shopping Festival) نام یک جشنوارهٔ خرید است که در فصل زمستان هرسال (۲۵ دسامبر الی ۲۵ ژانویه) در دبی، امارات متحده عربی برگزار می‌شود. در طول دورهٔ این جشنواره حدود ۳ میلیون نفر گردشگر به دبی می‌روند.